# ロン・トーバート
ロナルド・トーバートは、ナショナル・フットボール・リーグ（NFL）に所属するアメリカンフットボールのプロ審判員。2010年シーズンからNFLのオフィシャルを務めている。ユニフォームナンバーは62。

## 生い立ち
ミシガン州立大学を卒業後、ハーバード・ロー・スクールで法学博士号を取得。オハイオ州ヤングスタウンのサウス高校を卒業。

## 審判歴
トーバートは2010年にサイドジャッジとしてNFL審判のキャリアをスタートさせ、スコット・グリーンとロン・ウィンターが引退を発表した後の2014年シーズンからレフェリーとなった。トーバートは、ジョニー・グリアー、マイク・キャリー、ジェローム・ボーガー、ドン・キャリーに続くNFL史上8人のアフリカ系アメリカ人審判のうちの1人である。
トーバートはスーパーボウルLIIIの補欠審判員を務めた。同スーパーボウルで放映されたNFL100周年記念ビデオにも登場している。
2022年1月25日、トーバートはスーパーボウルLVIの主審に指名さ、2025年1月21日、彼はスーパーボウルLIXの主審に指名された。
- R: ロン・トーバート
- U: バリー・アンダーソン
- DJ:フランク・ルブラン
- LJ: ブライアン・ボリンジャー
- FJ: ライアン・ディクソン
- SJ: キース・ワシントン
- BJ: トニー・ジョセリン
- RO: マイク・チェイス
- RA: ジェイミー・アルフィエリ・タス

## 私生活
NFLの審判の仕事以外では、トーバートは弁護士としても活躍している。